# Nothoprocta perdicaria
Nothoprocta perdicaria là một loài chim trong họ Tinamidae.